# Uchoa
Uchoa este un oraș în São Paulo (SP), Brazilia.